# José Iborra Blanco
Josep Iborra i Blanco (Barcelona, 12 de junio de 1912 - Ciudad de México, 17 de septiembre de 2002) fue un jugador de fútbol español, que jugó en el puesto de portero.

## Carrera deportiva

### En España
Se formó en la Peña Alcoriza del CD Europa. La temporada 1929-30 defendió el marco del FC Lleida. El curso 1930-31 lo jugó con el Club Deportivo Patria Aragón de Zaragoza para regresar otra vez al equipo leridano la campaña 1931-32. Después, durante unos meses de 1932, se integró en la plantilla del CD Logroño como suplente. Regresó a Cataluña la temporada 1932-33 de la mano de la UE Sants. En 1933 ficha por el Girona Futbol Club, defendiendo su portería dos campañas, la 1933-34 y la 1934-35. 
En 1935 lo ficha el FC Barcelona. Con el Barça, además del Campeonato de Catalunya 1935-36, también fue campeón de la Liga Mediterránea (1936-37). Defendió el marco azulgrana en 31 partidos oficiales (16 de Liga, siete del Campeonato de Catalunya, seis de la Liga Mediterránea y dos de Copa). En 1937, comenzada la Guerra Civil, formó parte del equipo que realizó la gira por América, y decidió permanecer en México a vivir. 

### En México
Ingresó en el Real Club España (entre 1938 y 1943), un equipo representativo de la comunidad española en el país, consiguiendo la Liga Mayor de Fútbol las temporadas 1939-40 y 1941-42. En 1943 pasó a formar parte del Puebla FC, club que iniciaba entonces su andadura profesional. Con este club disputó más de doscientos partidos y ganó en 1945 la Copa México. En México era conocido como el "Nene".
Fue nombrado cónsul honorario de España en Puebla, cargo que ocupó a lo largo de 54 años, hasta el 2000, cuando tuvo que dejarlo por motivos de salud.